# 족 (주기율표)
주기율표에서 세로
로 같은 줄에 있는 화학 원소들을 묶어 족(group, 族)이라고 부른다. 표준 주기율표에는 18개의 족이 있다.
같은 족에 속하는 원소들 간에는 화학적으로 비슷한 성질이 있다. 예를 들어, 수소를 제외한 1족에 속하는 원소들은 은색의 금속이고, 18족 원소들은 반응을 거의 하지 않는다. 이러한 유사성은 같은 족에 속하는 원소들은 원자가 전자 수가 같기 때문에 발생한다.

## 족 이름
| 족 이름   | 구 IUPAC | 구 CAS |                       |
| --------- | -------- | ------ | --------------------- |
| 1족 원소  | IA       | IA     | 알칼리 금속           |
| 2족 원소  | IIA      | IIA    | 알칼리 토금속         |
| 3족 원소  | IIIA     | IIIB   | (희토류 원소)         |
| 4족 원소  | IVA      | IVAB   |                       |
| 5족 원소  | VA       | VB     |                       |
| 6족 원소  | VIA      | VIB    |                       |
| 7족 원소  | VIIA     | VIIB   |                       |
| 8족 원소  | VIIIA    | VIIIB  |                       |
| 9족 원소  | VIIIA    | VIIIB  |                       |
| 10족 원소 | VIIIA    | VIIIB  |                       |
| 11족 원소 | IB       | IB     | (주화 금속)           |
| 12족 원소 | IIB      | IIB    |                       |
| 13족 원소 | IIIB     | IIIA   | (붕소족 원소)         |
| 14족 원소 | IVB      | IVA    | (탄소족 원소)         |
| 15족 원소 | VB       | VA     | (질소족 원소)         |
| 16족 원소 | VIB      | VIA    | 칼코젠, (산소족 원소) |
| 17족 원소 | VIIB     | VIIA   | 할로젠 원소           |
| 18족 원소 | 0족      | 0족    | 비활성 기체           |